# STK 40 GL榴彈發射器
STK 40 GL（直译：「新加坡科技動力40毫米榴彈發射器」）是一款由新加坡國防企業新加坡科技動力（前稱新加坡特許工業公司）在1980年代後期自主研製和生產的下掛型單發榴彈發射器，發射40×46毫米低速榴彈。它除了可以下掛於步槍的下護木，也可通過增加槍托配件改裝成一具獨立的獨立型榴彈發射器。其主要為新加坡共和国武装部队和少數幾個國家的警察和安全部隊所採用。

## 概述
STK 40 GL是一具多用途的單發式榴彈發射器，既可以單獨使用，也可以通過轉接零件以下掛於大多數的突擊步槍。它採用模塊化結構設計，主要由機匣、槍管、機械瞄具（瞄準用的立式標尺）和槍托，共四個部份所組成。槍托在榴彈發射器單獨使用時才會裝上。作為槍掛榴彈發射器的時候則無需安裝槍托，而是安裝步槍轉接零件。槍管為钢所製成，而機匣及槍托均為減少重量而鋁合金製成。槍管壽命為1,000發，壽終後可以更新。
STK 40 GL設計上是後膛裝填武器，操作簡便，先壓下槍機容納處左側的一個兼作槍管閉合器的擊發桿，然後以鉸鍵為基點，把槍管向左面拉開，即可進行裝彈。之後讓槍管與槍機容納部互相閉合，接著只要將保險設定設在F（射擊模式），瞄準並扣下板機，即完成一次的射擊。
STK 40 GL也有一種槍管較短的衍生型，可以裝在SAR 21突擊步槍的護木以下。

## 使用國
- 賽普勒斯
- 捷克
  - 第601特種部隊群：用以下掛於Samopal vz. 58。
- - 格魯吉亞陸軍
- 義大利：路易吉·弗蘭基取得其特許生產的授權亦命名為弗蘭基GLF-40[3]。
- 新加坡
  - 新加坡武裝部隊
- 斯里蘭卡
- 泰國

## 資料來源

## 外部連結
- （英文）—ST Kinetics
- （英文）—ST Kinetics brochure
- （英文）—weaponsystems.net－40GL（页面存档备份，存于）

1. ↑  生產商改名前稱CIS 40 GL
2. ↑  英語：